# Casa Transport
Casablanca Transport en Site Aménagé SA (Casa Transport SA) est une société de développement local (SDL) créée en 2009. Chargée du développement de grands projets de transport urbain à travers une offre moderne et efficace de transport public de masse, Casa Transport SA réalise toutes études relatives au développement dans le domaine de la mobilité, et met en œuvre les programmes de mobilité. 
À ce titre elle supervise et intervient dans plusieurs domaines : 
- Les études relatives au développement dans le domaine de la mobilité
- La planification
- L'exécution des projets
- La coordination entre l'ensemble des acteurs
- La veille au respect des dispositions des lois sur la protection de l'environnement
- La stratégie de service et le pilotage des contrats d'exploitation
Le capital de la société s’élève à 5.301 millions de dirhams et le conseil d’administration est composé de représentants de l’État (Ministères de l’Intérieur et des Finances), des Collectivités locales (Région, Préfecture et Commune Urbaine de Casablanca) ainsi que de grands institutionnels (Fonds HASSAN II, CDG, BCP et ONCF).

## Contexte
En Septembre 2014, le nouveau plan de développement du Grand Casablanca est dévoilé. Dans ce cadre, il a été procédé à la signature d’une convention de financement pour un montant de 16 milliards de dirhams, destinés à la réalisation du complément du réseau de transports en commun en site propre à l’horizon 2015 – 2022.
Cette convention comporte trois aspects majeurs, à savoir :
- La construction de plusieurs lignes de transport en commun en site propre : 4 lignes en mode tramway totalisant 76 km, et 2  lignes en mode bus à haut niveau de service totalisant 24 km.
- La réalisation de 15 parkings relais desservant le réseau de transport en commun en site propre et proposant ainsi un service encourageant l’intermodalité entre la voiture particulière et les transports publics.
- La mise à niveau du système de transport, que ce soit à travers la réorganisation du trafic ou la mise à niveau des systèmes de transports en commun.

Casa Transport SA est également maître d’ouvrage délégué pour la réalisation d’importants aménagements d’infrastructures routières visant à fluidifier la circulation et à simplifier les accès sud de la métropole, notamment à la ville financière d’Anfa. Sont ainsi programmés :
- L’actualisation des études sur le plan des déplacements urbains (PDU) à Casablanca,
- Le réaménagement et dénivellement des carrefours de l’entrée Sud de Casablanca devant l’OCP, Les Facultés et Al Qods,
- La construction d’ouvrages trémies dans les boulevards Zerktouni et Ghandi,
- La réalisation de plusieurs parkings en ouvrage dans la ville de Casablanca,
- La réalisation d’un poste central de commande combiné à un réseau de caméras de vidéo-surveillance et à un système de régulation du trafic.

## Réseau de transport en commun en site propre de Casablanca
Mise en service du réseau structurant de transport en commun en site propre à Casablanca : un tournant décisif
L’entrée en exploitation commerciale des lignes Casabusway BW1 et BW2, le 1er mars 2024, puis celle des lignes de tramway T3 et T4, le 23 septembre 2024, marque l’achèvement de la mise en œuvre du programme de transport en commun en site propre, tel que défini dans la convention de mobilité ratifiée le 26 septembre 2014.
Ce jalon historique confère à Casablanca un réseau structurant désormais complet, composé de quatre lignes de tramway et de deux lignes de busway, couvrant une distance cumulée de près de 98 kilomètres — soit une extension équivalente à trois fois la taille du réseau initial en 2012. Ce maillage dense se compose de 151 stations voyageurs et de 13 pôles de correspondance, assurant une couverture étendue et une interconnexion fluide à l’échelle de l’agglomération.
Ce développement transforme significativement l’expérience de mobilité urbaine : les Casablancais peuvent désormais rejoindre aisément n’importe quel point de la ville en transport en commun, tout en bénéficiant de correspondances gratuites entre les différentes lignes du réseau. Par ailleurs, une offre tarifaire diversifiée comprenant cinq types de titres de transport reste accessible à l’ensemble des usagers, grâce au maintien d’une politique de subvention publique active.
Des infrastructures modernes au service d’un réseau intégré
Les lignes T3 et T4 du tramway, dont les travaux ont débuté en février 2021, ont été réalisées en un délai record de 3 ans et 4 mois. Ce chantier ambitieux a inclus la réalisation des infrastructures de base, l’aménagement urbain de façade à façade, la construction de quatre ouvrages d’art, ainsi que l’édification du centre d’exploitation et de maintenance dans le quartier El Hantate. Ce dernier, s’étendant sur une superficie de 6,5 hectares, constitue désormais le cœur opérationnel du réseau. Il peut accueillir jusqu’à 48 rames de tramway de 64 mètres et 25 véhicules de busway de 21 mètres, et abrite le poste de commande central du réseau.
Le projet Casabusway, dont la réalisation a débuté en décembre 2020, s’étend sur 24,5 kilomètres. Il a nécessité près de deux ans et demi de travaux, comprenant également l’aménagement urbain complet ainsi que la construction d’un centre de maintenance moderne à Oulad Azzouz.
Pour garantir un fonctionnement optimal et pérenne du réseau, Casa Transport a intégré des systèmes de transport intelligents (STI) sur l’ensemble des lignes. Ces outils technologiques incluent notamment les Systèmes d’Aide à l’Exploitation et d’Information Voyageurs (SAEIV), qui permettent une diffusion d’informations en temps réel via des équipements embarqués dans les véhicules, en station, ainsi que sur les applications mobiles.
Ces dispositifs améliorent considérablement la régularité et la ponctualité des services. Ils permettent notamment une adaptation dynamique des horaires et fréquences de passage en fonction de l’affluence ou des conditions de circulation, ainsi qu’une gestion intelligente de la priorité aux carrefours à feux, favorisant ainsi la rapidité et la fluidité du trafic.
Une adhésion citoyenne forte et un effet réseau confirmé
Cette modernisation du réseau a suscité une forte adhésion de la population. Dès le premier mois de la mise en service des lignes BW1 et BW2, +650 000 voyages ont été effectués à bord du busway. Un an plus tard, le réseau enregistre une performance de + 1 390 000 voyages durant la même période du mois de mars, témoignant d’un véritable engouement.
Les usagers ont également participé activement à l’amélioration continue du service. À titre d’exemple, la station de correspondance initialement prévue à « Place Financière » sur la ligne T2 a été remplacée par la station « Abdellah Chérif » jugée plus pratique, en réponse directe aux retours des voyageurs. Cette dernière a été ouverte au public le 20 septembre 2024, et en quelques mois, près de 1 millions correspondance y ont été enregistrées.
L’entrée en service des lignes T3 et T4 a, de son côté, renforcé l’effet réseau, notamment à travers une fréquentation accrue de la ligne BW1, grâce à la création d’un pôle d’échange stratégique au niveau d’Al Qods / Boulevard Mohammed VI, qui s’impose désormais comme un des principaux nœuds de correspondance du réseau.
Ces réalisations sont le fruit d’un travail rigoureux mené par les équipes de Casa Transport. En amont de chaque mise en service, un protocole opérationnel strict est appliqué : stratégie de service, essais techniques, contrôles des équipements, simulation en ligne, encadrement des équipes terrain, ainsi que dispositifs de sécurité renforcés sont mis en place durant plusieurs semaines.
Le jour de la mise en service, les équipes sont déployées sur l’ensemble du réseau pour accompagner les voyageurs, observer l’expérience en temps réel, et intervenir rapidement en cas de besoin. Ces efforts soutenus ont permis d’enregistrer une augmentation continue de la fréquentation du réseau, atteignant aujourd’hui un volume remarquable de 370 000 voyages quotidiens et une performance remarquable en 2024 de + 54 millions voyages.
Grâce à l’extension et à la modernisation de son réseau de transport structurant, Casablanca s’affirme comme une métropole résolument tournée vers l’avenir. Ce système performant, intégré et accessible contribue non seulement à renforcer la cohésion sociale à travers un maillage équitable du territoire, mais également à consolider l’identité de la ville en tant que métropole moderne, durable et profondément ancrée dans ses valeurs culturelles.

## Données clés de réalisation des lignes Casatramway T3 & T4
· 26,5 km de linéaire construit T3 et T4
· Construction d’un pont urbain au boulevard Mohammed VI étalé sur plus d’1 km dont 620 m de pont et 395 m pour ses rampes d’accès.
· Construction d’un pont bow string dédié à la ligne T4 du tramway
· Construction de 2 ponts de franchissement de la voie ferroviaire de l’ONCF au boulevard Mohammed VI et à la route des Oulad Ziane
· Construction d’un centre d’exploitation et de maintenance mutualisé busway / tramway à El Hanate
· Aménagement de façade à façade
· Aménagement de 4 places
· Plantation d’arbres, de palmiers et préservation du patrimoine végétal existant
· 66 entreprises ont contribué au projet tramway, dont 44 entreprises nationales

## Réseau de transport en commun en site propre de Casablanca
1. ↑  « Casa Transport - Société de développement local » (consulté le 5 juin 2018)